# Luis Javier Moreno
Luis Javier Moreno Madroño (Segovia, 19 de diciembre de 1945-Segovia, 6 de diciembre de 2015) fue un poeta, escritor y traductor español.

## Biografía
Escribió sus primeros poemas con 14 o 15 años, gracias al estímulo de su profesor, el claretiano y poeta Jesús Tomé.
Estudió en la Universidad de Salamanca, donde inició su gran amistad con el poeta Aníbal Núñez, y se licenció en Filología Románica por tal universidad. 
Fue profesor de literatura en institutos de Cádiz (donde fue profesor del adolescente Felipe Benítez Reyes) y Segovia. En la primera ciudad, mantuvo relación estrecha con poetas y escritores como Fernando Quiñones, Caballero Bonald, Ana Rossetti, José Ramón Ripoll o Jesús Fernández Palacios. En Segovia, formó parte de la Tertulia de los Martes, a la que acudían escritores como Angélica Tanarro, Ignacio Sanz, José Antonio Abella y pintores como Jesús González de la Torre.
Fue becario Fulbright del "International Writing Program" de la Universidad de Iowa (Estados Unidos) durante 1985 y 1987, tiempo en el que consiguió el "Honorary Fellow" en escritura por la Universidad de Iowa (1985). Durante esta etapa norteamericana comenzó a escribir un diario, que fue publicando en distintos volúmenes. Regresó a Estados Unidos y estudió en la Universidad Washington en San Luis (Misuri) entre 1989 y 1990, por la que consiguió el Master of Arts. 
Entre otros, recibió los premios de poesía Rafael Alberti en 1988, Jaime Gil de Biedma en 1991 (en la primera convocatoria de tal premio y ex aequo con José Pérez Olivares) y el Antonio Machado en 2012.
Fue cofundador y codirector de la revista Encuentros.
El compositor Joseba Torre se inspiró en su poema «Oficio en la tiniebla» para componer su obra No me quedan recuerdos (cuyo título procede de uno de los versos de tal poema).
Murió en Segovia en 2015, enfermo de cáncer de páncreas.

## Homenajes
El Norte de Castilla le dedicó su suplemento cultural La sombra del ciprés en noviembre de 2012, con artículos de Carlos Aganzo, Angélica Tanarro, Tomás Sánchez Santiago, Ignacio Sanz y Luis Marigómez.
Tras su muerte, el 8 de enero de 2016, se organizó un homenaje al poeta en la Fundación Montes de Valladolid en el que participaron más de una docena de poetas, escritores y pintores.
El febrero de 2016, la revista literaria Cuadernos del matemático le dedicó un suplemento especial y monográfico coordinado por Ezequías Blanco, con testimonios y poemas de escritores amigos suyos.
La VI Velada poética «Poetas en el Camino» de Olmillos de Sasamón (Burgos) estuvo dedicada a su memoria (5 de agosto de 2016).

## Estilo
La profesora y poetisa Esperanza Ortega destacó la tendencia de Moreno a escribir con verso prolongado, generoso, casi coloquial, sin dejar de ser rítmico y exacto.
Según José Pérez Olivares, Luis Javier Moreno se desmarca de los caracteres predominantes de los poetas de su generación, ya que no puede encuadrársele ni entre los Novísimos (aunque comparta rasgos, como su culturalismo y esteticismo), ni entre los miembros de la Poesía de la Experiencia (si bien hay un fuerte componente coloquial en su obra).
Para Miguel Casado, los poemas de Moreno son 

textos herméticos, llenos de ironía de tono reticente y elusivo, que buscan la impresión.

Según Casado, también se perciben rasgos comunes con su generación poética (a la que el propio Casado pertenece), como la metaliteratura o reflexión sobre la propia poesía y la decadencia y la mediocridad. Moreno busca despoetizar su lenguaje. Su mundo poético está creado sobre el escepticismo y la melancolía sin tragedia.
Según Óscar Esquivias, Luis Javier Moreno

apenas escribió poemas amorosos o líricos y se mostró muy pudoroso respecto a sus sentimientos (también en sus diarios, nada confesionales). Algunos de los temas característicos de su obra son la reflexión sobre la cultura y la descripción del arte en sus más variadas manifestaciones. Sus versos poseen un aire discursivo, entre filosófico y zumbón.

Para Eduardo Moga,

su poesía se movía en un ámbito lateral, a veces subterráneo; pese a sus rotundidades, Luis Javier conservaba un perfil esquivo, una ambigüedad sinuosa, una oblicuidad provincial.

Autores como Michael Mudrovic y Carbajosa Palmero han destacado la importancia de la écfrasis en los diarios y los poemas de Luis Javier Moreno:

si las reflexiones de Luis Javier Moreno sobre la relación verbal-visual, con sus contradicciones y su voluntad de «enfrentar» ambos códigos, lo sitúan en consonancia con la práctica ecfrástica en la postmodernidad, su poesía revela con mucha más concreción las cualidades que hacen de él un autor singular. En Moreno, la écfrasis se convierte en una exploración en proceso, nunca acabada, por la que el poeta se enfrenta, de hecho, a la realidad. (Carbajosa Palmero).

## Obra publicada

### Poesía
- Diecisiete Poemas. Salamanca: 1978.
- Época de inventario. Valladolid: Balneario escrito, 1979; Salamanca: Amarú, 1992.
- En contra y a favor. Barcelona: 1980.
- De cara a la pared y otros poemas. Segovia, 1984.
- 324 poemas breves. Valladolid: Junta de Castilla y León, 1987.
- Última argucia de la razón práctica. Cádiz: 1989.
- El final de la contemplación. Madrid: Visor, 1992.
- Rápida plata. Granada: La General, 1992.
- Cuaderno de campo. Madrid: Hiperión, 1996.
- Poemas. Zamora: Lucerna, 1997.
- Paisajes en el Prado.  Luxemburgo: La Moderna, 1997.
- Sobre el blanco. Villafranca del Bierzo, 1998.
- Elegías.  Luxemburgo: La Moderna, 2002.
- Poemas de Segovia. Segovia: Diputación Provincial, 2002.
- Rota. Luxemburgo: La Moderna, 2003.
- En contra y a favor (2005). Valladolid: Fundación Jorge Guillén, Valladolid, 2007.
- Circunscripciones. Segovia: Isla del Náufrago, 2010.
- Figuras de la fábula. Madrid: Hiperión, 2012. Esta obra fue finalista del Premio de la Crítica de Castilla y León en 2013.[25]
- De palabra. Cáceres: Institución El Brocense, 2013.
- Estado y sitio (nuevas circunscripciones). Valladolid: Diputación-Fundación Jorge Guillén, 2013. Obra finalista del Premio de la Crítica de Castilla y León en 2014.[26]

### Narrativa
- En la llama del fuego (El Extramundi y los papeles de Iria Flavia, 2001).
- Carta de Cide Hamete Benengeli (Campo de Agramante, Cádiz, 2005).

### Diarios
- La puntada y el nudo, volumen I (Segovia, 1993).
- En el cuartel de invierno, volumen II (Diputación provincial de Granada, Maillot amarillo, Granada, 1997).
- Cuaderno de paso, volumen III (La tertulia de los martes, Segovia, 2000).
- Horas Marinas, volumen IV (Diputación provincial de Cádiz, Cádiz, 2005).
- Quinto Diario, volumen V  (La tertulia de los martes, Segovia, 2009).
- Cuaderno de St. Louis, volumen VI (La tertulia de los martes, Segovia, 2012).
- Segundo cuaderno de St. Louis, volumen VII (Eolas, León, 2016).

### Ensayos
- El 'bell angle': diez obras para un náufrago, en La biblioteca del náufrago IV. Libro colectivo con textos de Gonzalo Calcedo, Óscar Esquivias, Pilar Mateos, José María Merino y Luis Javier Moreno. Junta de Castilla y León, 2010.[27][28]

### Traducciones
- Horacio: Odas (Antología). Barcelona: Plaza y Janés, 2000.
- Robert Lowell: Día a día / Day by Day. Madrid: Losada, 2003.
- Theodore Roethke: Meditaciones y otros poemas. Gijón: Trea, 2012.[29]

### Antologías
- Poemas escogidos. Antología 1965-2005. Antólogo: Gustavo Martín Garzo. Valladolid: Junta de Castilla y León, 2005.
- Segunda antología (1967-2007). Prólogos de José-Carlos Mainer, Fernando R. de la Flor, Ángel Luis Prieto de Paula y Juan Manuel Rodríguez Tobal. Diputación de Salamanca, 2010.[30]
- Poesía en el Camino. Antología poética (2011-2014). Isaac Rilova (coordinador e introducción), Óscar Esquivias (prólogo). Burgos: Real Academia Burgense de Historia y Bellas Artes, Institución Fernán González, 2015.[31]